# بخش پلیزنت (شهرستان ون ورت، اوهایو)
بخش پلیزنت (به انگلیسی: Pleasant Township) یک منطقهٔ مسکونی در ایالات متحده آمریکا است که در شهرستان وان ورت، اوهایو واقع شده‌است.
 بخش پلیزنت ۹۵٫۴ کیلومتر مربع مساحت و ۱۱٬۱۲۰ نفر جمعیت دارد و ۲۳۸ متر بالاتر از سطح دریا واقع شده‌است.